# Acrolophitus hirtipes
Acrolophitus hirtipes är en insektsart som först beskrevs av Thomas Say 1825.  Acrolophitus hirtipes ingår i släktet Acrolophitus och familjen gräshoppor. Inga underarter finns listade i Catalogue of Life.